# Bénia Krik
Bénia Krik (en russe : Беня Крик) est un personnage fictif des Récits d'Odessa, un recueil de nouvelles d'Isaac Babel.

## Biographie fictive
Bénia Krik est le chef de la pègre juive de Moldavanka (en), un ghetto d'Odessa. Surnommé « le Roi », il est une sorte de « voyou galant » idéalisé, vaguement basé sur le vrai gangster Michka Yapontchik.
Il est le fils de Mendel Krik et de son épouse Nehama. Il a une sœur Véra et un frère cadet, Liovka, qui sert dans un régiment de hussards.

## Apparitions

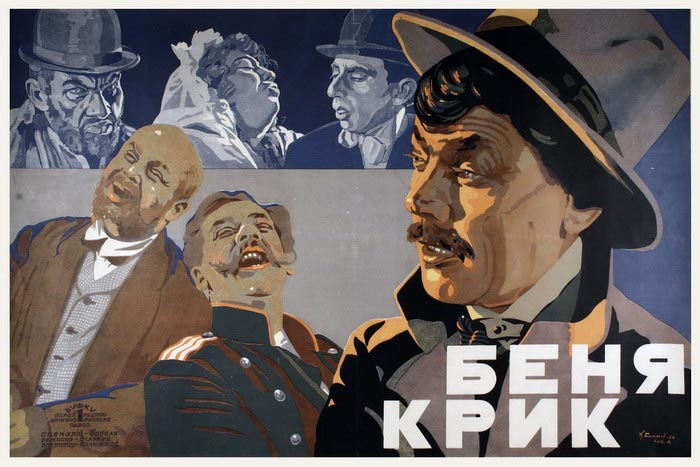
Affiche du film Bénia Krik (1926)

Bénia Krik est un personnage principal du recueil des Récits d'Odessa, écrit par Isaac Babel.
Ces histoires ont servi de base au film muet Bénia Krik (en) de 1927, dont le scénario a été publié en 1926 sous forme de livre intitulé Беня Крик (кино-повесть).
En 1926-1928, Babel a écrit une pièce Le Crépuscule (en) librement basée sur la nouvelle du même nom dans les Récits d'Odessa. En 1990, un film Le Crépuscule (ru) a été tourné autour de la même histoire. Le centre des trois œuvres n'est pas Bénia lui-même, mais sa famille.
Le film L'Art de vivre à Odessa (ru), sorti en 1989 et réalisé par Georgi Yungvald-Khilkevich, s'inspire lui aussi des Récits d'Odessa.
Un film musical intitulé Le Bindioujnik et le Roi (ru) a été réalisé par Vladimir Alenikov, basé sur les Récits d'Odessa et la pièce Le Crépuscule. Il a été tourné en 1989 et est sorti en 1990. Le bindioujnik fait référence à la profession de Mendel Krik, le père de Bénia Krik.
En 2021, les éditions Denoël publient un roman graphique de Camille de Toledo et Alexander Pavlenko intitulé Le Fantôme d'Odessa, qui relate la fin de la vie d'Isaac Babel et les aventures de Bénia Krik.